# Villagallegos
Villagallegos es una pedanía perteneciente al municipio de Valdevimbre, situado en El Páramo con una población de 109 habitantes según el INE.
Está situado en la CV-194-14.

## Demografía
Tiene 100 habitantes, 49 varones y 51 mujeres censados en la localidad.
| Gráfica de evolución demográfica de Villagallegos entre 1587 y 2019 |
|                                                                     |
| Población según el padrón municipal de 2019 del INE.                |

## Economía
La actividad predominante ha sido y es la agricultura. Antiguamente era más importante el cultivo de la vid, pero con las concentraciones parcelarias ha perdido terreno con respecto a cultivos de regadío como maíz, remolacha y alubias. 
En la localidad se encuentra una cueva, bodega, restaurante y alojamiento rural.

## Arquitectura
La mayoría de las construcciones están realizadas con tapial y cimentación de canto rodado, ya que era la manera tradicional de hacer las casas en la zona.
Las cuevas-bodegas de la localidad son construcciones excavadas en el barro aprovechando el desnivel que ofrece el valle, en ellas se realizaba el vino, muchas de ellas cuentan con un tronco que recorre la bodega que se utilizaba como peso para pisar la uva. En la localidad hay alrededor de 100 cuevas bodegas, aunque muchas estén en estado de abandono y con algún derrumbe debido a la humedad.
La iglesia es del siglo XVII yesta formada por una sola nave y a ella esta adosada una torre mudéjar. A la entrada el suelo de canto rodado forma mosaicos con gran belleza, en su interior se encuentra un pozo.
Otra construcción notable es el depósito de aguas, realizado en ladrillo de fábrica y hormigón.

## Festivos
La localidad tiene dos días festivos principales:
- 26 de junio la fiesta de san Pelayo.

Antiguamente se realizaba una verbena, una hoguera, y hacendera popular.
- 16 de agosto la fiesta de san Roque

La fiesta grande, se realiza un gran festejo en el valle, con discoteca móvil, siendo una fiesta habitual entre los jóvenes de los pueblos de alrededor.